# Yâghî Siyân

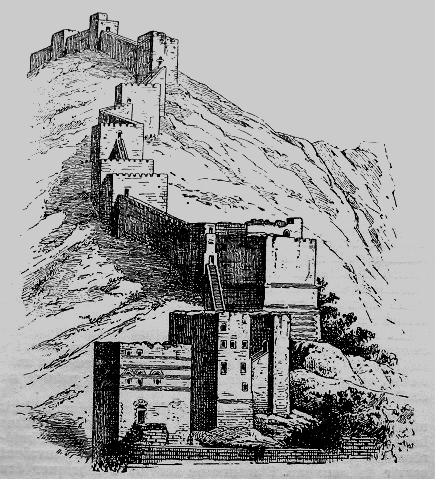
Les murs d'Antioche escaladant le mont Silpius pendant les croisades.

Yâghî Siyân est un émir d’Antioche de 1086 à 1098. C’est le premier des émirs syriens à subir l’invasion des croisades.

## Biographie
C’est un officier du sultan seldjoukide Malik Shah Ier qui, lorsque le frère de Malik Shah Ier Tutuş bat  Süleyman Ier Shah, sultan de Roum intervient pour empêcher Tutuş de se créer une principauté en Syrie. 
Malik Shah ne laisse à son frère que le titre de sultan de Syrie et le sud de la Syrie, comprenant Damas et Jérusalem, et confie la ville d’Alep à Aq Sunqur al-Hajib, Édesse à Buzan et Antioche à Yâghî Siyân.
Il réussit, à force de souplesse politique à rester en bons termes avec Tutuş. À la mort de Malik Shah, en 1092, Tutuş profite de la jeunesse de ses neveux et de l’anarchie consécutive à la succession pour tenter de reprendre l’avantage. En 1093, il oblige les trois émirs d’Alep, d’Antioche et d’Édesse à le suivre combattre en Iraq. Au moment où il doit affronter Barkiyârûk, le fils de Malik Shah qui a pris le pouvoir, Al Sunqur et Buzan abandonnent Tutuş, l’obligeant à battre en retraite. Tutuş se venge en prenant Alep et en capturant Al Sunqur et Buzan, qui était venu secourir l’émir d’Alep, et en les faisant exécuter. Il soumet alors la Syrie du Nord, étant sa suzeraineté sur Yâghî Siyân et sur Antioche. En 1095, il tente une nouvelle expédition contre Barkiyârûk, mais il est vaincu et tué le 26 février 1095. La Syrie est alors divisée entre l’émirat d’Alep, donné à son fils aîné Ridwan et l’émirat de Damas, qui revient à son fils cadet Duqâq.
Les deux frères ennemis, ne parviendront pas à s’entendre, chacun cherchant à s’emparer de l’émirat de l’autre et Yâghî Siyân louvoiera entre les deux pour se maintenir à Antioche. Ainsi au début de 1096, il marche sur Damas avec Ridwan mais ils échouent à prendre la ville. Puis, au milieu de 1096, il va voir Duqâq et le persuade de faire la conquête d’Alep, mais également sans succès. C’est alors que Yâghî Siyân apprend l’arrivée d’une force chrétienne décidée à reprendre les Lieux saints et qui vient de défaire les forces du sultanat de Roum. Comme Antioche n’a été conquise sur les Byzantins que douze ans auparavant, elle est encore fortement peuplée de chrétiens, et Yâghî Siyân les expulse de la ville car il ne veut pas prendre de risques,,.
L’armée croisée arrive devant Antioche le 21 octobre 1097. Les murailles de la ville sont solides, mais Yâghî Siyân estime qu’il s’agit d’une tentative de l’empereur byzantin de reprendre Antioche et envoie son fils Shams al-Dawla à Damas pour convaincre l’émir Duqâq de le secourir, mais ce dernier hésite et ne partira qu’au mois de décembre. La situation est délicate pour les croisés car ils manquent de vivres et les petites expéditions sont attaquées par les troupes d’Antioche qui parviennent à quitter la ville. Aussi Bohémond de Tarente et Robert Courteheuse partent avec un grand nombre de croisés pour assurer le ravitaillement. Profitant de cette absence d’une partie de l’armée, Yâghî Siyân tente d’attaquer leur camp le 29 décembre mais est repoussé par Raymond de Saint-Gilles. De leur côté Bohémond de Tarente et Robert Courteheuse rencontre l’armée de secours de Duqâq et la mettent en déroute, mais ils rentrent bredouille aux abords d’Antioche et échappent à la disette que grâce aux secours apportés par les Arméniens de Cilicie,,.
Après Duqâq, c’est à Ridwan, émir d’Alep que Shams al-Dawla fait appel pour secourir Antioche. Ridwan laisse taire sa rancune et ne peut de toute façon pas laisser une ville dépendant de son émirat tomber aux mains des chrétiens. Il réunit une armée et prend la direction d’Antioche mais il est battu à proximité du lac d’Antioche le  9 février 1098,, et Yâghî Siyân fait alors appel au grand sultan seldjoukide, Barkiyârûk, qui désigne Kerbogha, atabeg de Mossoul, pour organiser une expédition de secours. Kerbogha réunit une armée et marche vers Antioche, mais perd trois semaines à assiéger Édesse, tenue par un autre croisé, Baudouin du Bourg. Ce délai permet à Bohémond de Tarente de s’entendre avec un arménien d’Antioche, Firouz, que Yâghî Siyân a puni pour s’être livré au marché noir. Dans la nuit du 2 au 3 juin, Firouz aide les soldats de Bohémond, qui s’emparent de la Tour des Deux Sœurs, puis investissent la ville,. 
Il semble que Yâghî Siyân, à l’annonce de cette nouvelle, soit pris de panique et s’enfuit de la ville avec trente serviteurs, tandis que Shams al-Dawla se retranche avec ses soldats dans la citadelle. Désespéré, Yâghî Siyân pleure sa ville et sa famille perdue et tombe de cheval, et est abandonné par ses serviteurs qui s’enfuient. C’est là que des bûcherons arméniens le découvrent, le décapitent et amènent sa tête à Antioche,,.
Kerbogha et son armée arrivent le 5 juin et demande à Shams al-Dawla de lui remettre la citadelle, action qui inspire la méfiance aux émirs syriens qui l’accompagnent et qui redoutent ses ambitions sur la Syrie. De plus, Ridwan qui n’a pas rejoint la grande armée et craint que Kerbogha et Duqâq ne complotent contre lui attise les dissensions, de sorte que c’est une armée divisée qui affronte les croisés et qui est vaincue le 28 juin 1098,.

### Sources
- René Grousset, Histoire des croisades et du royaume franc de Jérusalem - I. 1095-1130 L'anarchie musulmane, Paris, Perrin, 1934 (réimpr. 2006), 883 p.
- Amin Maalouf, Les Croisades vues par les Arabes, J’ai lu, 1983 (ISBN 978-2-290-11916-7)
- Steven Runciman, Histoire des Croisades, 1951 [détail de l’édition] (publi. 2006), édition Tallandier,  (ISBN 2-84734-272-9)